# 14588 Pharrams
14588 Pharrams è un asteroide della fascia principale. Scoperto nel 1998, presenta un'orbita caratterizzata da un semiasse maggiore pari a 2,3615651 UA e da un'eccentricità di 0,1211606, inclinata di 6,51938° rispetto all'eclittica.